# Guillermo Uribe Holguín
Guillermo Uribe Holguín (ur. 17 marca 1880 w Bogocie, zm. 26 czerwca 1971 tamże) – kolumbijski kompozytor, skrzypek i pedagog muzyczny, jeden z najważniejszych przedstawicieli kolumbijskiej muzyki poważnej pierwszej połowy XX w. Autor ponad 400 kompozycji, założyciel Orquesta Sinfónica Nacional de Colombia w Bogocie.

## Życiorys
Edukację muzyczną rozpoczął w wieku 11 lat w Academia Nacional de Música, ucząc się gry na skrzypcach (u Ricarda Figueroa) i kompozycji (u Santosa Cifuentesa i Augusta Azzali). W 1903 wyjechał do Nowego Jorku, gdzie po raz pierwszy miał okazję usłyszeć na żywo profesjonalnych symfoników, kameralistów i artystów operowych. Ogromne wrażenie zrobił na nim koncert sławnego wówczas w USA kwartetu Kneisela (Kneisel Quartet) oraz opera Parsifal Wagnera pod dyrekcją Richarda Straussa. Wrócił do kraju z zamiarem stworzenia kolumbijskiej orkiestry symfonicznej, który zrealizował wiele lat później.
W 1907 otrzymał stypendium rządowe i wyjechał do Paryża, do Schola Cantorum de Paris, by studiować w klasie skrzypiec Armanda Parenta i w klasie kompozycji prowadzonej przez jednego z założycieli Schola Cantorum – Vincenta d'Indy. Dyplom ukończenia uczelni uzyskał już po 3 latach nauki (zwykły tok nauczania trwał 5 lat). Równocześnie doskonalił swoją technikę gry na skrzypcach u Césara Thomsona w Brukseli.
W 1910 wrócił do Kolumbii i objął stanowisko dyrektora Academia Nacional de Música w Bogocie. Krótko potem przeistoczył tę placówkę w konserwatorium muzyczne (Conservatorio Nacional). Przez następne 25 lat był tam wykładowcą kompozycji, skrzypiec i dyrygentury. W 1935, wobec ostrej krytyki jego pracy przez innych muzyków i wykładowców uczelni, zrezygnował z dalszego kierowania konserwatorium. Jednak w 1942 wrócił na swoje dawne stanowisko i pełnił je do 1947.
Był odznaczony krzyżem kawalerskim francuskiej Legii Honorowej i kolumbijskim Krzyżem Boyacá.

## Życie prywatne
Żoną Guillermo Uribe Holguína była Lucia Gutiérrez Samper (ur. 23 maja 1887 w Paryżu – zm. w czerwcu 1925 w Bogocie). Pobrali się 24 lutego 1910 podczas pobytu kompozytora w Paryżu. Lucia Gutiérrez była pianistką i często wykonywała partie solowe kompozycji męża. Mieli pięcioro dzieci: Ricarda, Germána, Maríę Antonię, Elvirę i Lucíę.
W 1941 wydał autobiografię Vida de un Músico Colombiano. Opisał w niej nie tylko własne życie i karierę, ale także wydarzenia artystyczne, społeczne i polityczne, które miały miejsce w stolicy Kolumbii w pierwszych dekadach XX w.
W 1975 spadkobiercy kompozytora i jego żony oraz Patronato Colombiano de Artes y Ciencias założyli Fundację Guillerma Uribe Holguina (Fundación Guillermo Uribe Holguín), której celem jest opieka nad spuścizną i popularyzacja muzyki kompozytora.

## Twórczość
Kompozycje Uribe Holguína można podzielić na trzy grupy. W pierwszej – elementy folklorystyczne przenikają się z wirtuozowskimi technikami pianistycznymi. W drugiej – elementy folklorystyczne sprowadzone są do roli aluzji i opisane za pomocą wyrafinowanej orkiestracji. W trzeciej grupie kompozytor posługuje się stylem uniwersalnym i kosmopolitycznym.

## Wybrane kompozycje

### operaibalet
- Furatena, tragedia liryczna w 3 aktach i 4 scenach, op. 76 (1940)
- Tres ballets criollos, op. 78

### utwory chóralne i wokalne
- Victimae Paschali, na głos solo, chór i orkiestrę (1905)
- Requiem[a], op. 17, na głosy solowe, chór i orkiestrę (1926)
- Marcha Triunfal, op. 18, na tenor i orkiestrę (1926)
- Himno, op. 42 na tenor, chór i orkiestrę (1932)
- Improperia, op. 65 na baryton i orkiestrę
- Misa, op.82, msza na chór dziecięcy a cappella, chór i orkiestrę
- wiele pieśni, do tekstów takich autorów jak: Victor Hugo, Paul Verlaine, Charles Baudelaire, Henri Barbusse i in.

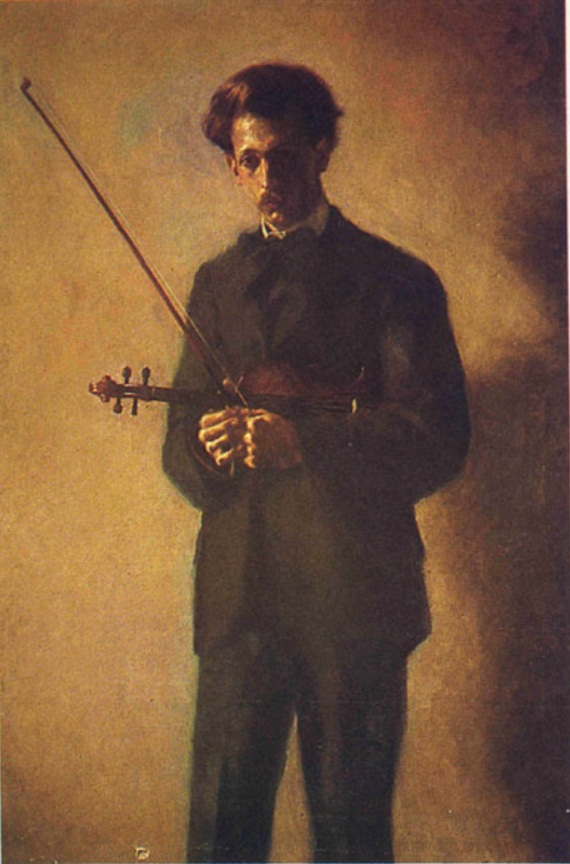
Guillermo Uribe Holguín

### symfonie
- Symfonia nr 1, op. 11 (1914, nowa red. 1947)
- Symfonia nr 2 Del Terruño, op. 15a (1924)
- Symfonia nr 3, op. 91 nr 1 (1955)
- Symfonia nr 4, op. 98
- Symfonia nr 5, op. 100 (1956)
- Symfonia nr 6, op. 101 (1956)
- Symfonia nr 7, op. 102 (1957)
- Symfonia nr 8, op. 103 (1957, nowa red. 1958)
- Symfonia nr 9, op. 110 (1959)
- Symfonia nr 10, op. 112 (1960)
- Symfonia nr 11, op. 117 (1961)

### inne utwory orkiestralne
- Tres Danzas, op. 21 (1926, nowa red. 1940)
- Bochica, op. 73, poemat symfoniczny (1939)
- Serenata, op.29 (1928)
- Carnavalesca, op.34 (1929)
- Marche funebre, op. 26 nr 1 (1928, nowa red. 1945)
- Marche festiva, op. 26 nr 2 (1928)
- Suite típica, op. 43 (1932)
- Ceremonia Indígena, op.88 (1955)
- Bolivar, op. 92 nr 2 (1955)
- Coriolano, op. 97 (1955)
- Conquistadores, op. 108 (1958)

### koncerty
- Concierto para violín no.1, op. 64 (1938)
- Concierto a la Manera Antigua, op. 62, na fortepian i orkiestrę, (1951)
- Villanesca, op. 31, na fortepian i orkiestrę (1957)
- Concierto para clave y orquesta, op. 99 (1962)
- Concierto para viola y orquesta, op. 109 (1962)
- Concierto para violoncelo y orquesta, op. 118 (1962)
- Concierto para violín n.º 2, op. 79 (1964)

### utwory kameralne
- 10 kwartetów smyczkowych
- 2 tria fortepianowe
- 1 kwartet fortepianowy
- 2 kwintety fortepianowe
- 7 sonat skrzypcowych
- sonata na altówkę i fortepian
- 2 sonaty na wiolonczelę
- divertimento na flet, harfę, waltornię i kwartet smyczkowy, op. 89

### utwory na instrumenty solowe
- 300 Trozos en el sentimento popular[b], na fortepian
- 6 preludiów na fortepian
- Para el clavicémbalo (na klawesyn), op. 121 nr 1
- Tres bosquejos[c], op. 51 nr 2, na gitarę
- Pequeña suite[d], op. 80 nr 1, na gitarę